# Элиминирование по Коупу
Элиминирование по Коупу — реакция разложения N-оксидов третичных аминов, в алкильных заместителях которых присутствует атом водорода в β-положении к N-оксидному азоту с образованием алкенов, открыта Артуром Коупом. Реакция используется для синтеза алкенов из третичных аминов, N-оксиды которых зачастую синтезируют in situ и, не очищая, подвергают термическому разложению:
Элиминирование по Коупу идет по согласованному механизму с образованием пятичленного цикла в син-перипланарном переходном состоянии и подчиняется правилу Гофмана, то есть в результате образуются преимущественно минимально замещенные алкены.
Электронакцепторные заместители в β-положении, повышающие CH-кислотность, способствуют легкости протекания перегруппировки, так, например, фенильная группа увеличивает скорость реакции в ~100 раз по сравнению с незамещенными N-оксидами алкиламинов.
Элиминирование может осложняться перегруппировкой Майзенхаймера в O-замещенные гидроксиламины:
{\displaystyle {\mathsf {PhCH_{2}R_{2}N^{+}{\text{-}}O^{-}\rightarrow R_{2}NOCH_{2}Ph}}}